# هنري لومبارد
هنري لومبارد (بالفرنسية: Henri-Édouard Lombard)‏ (و. 1855 – 1929 م) هو نحات فرنسي، ولد في مارسيليا، توفي في باريس، عن عمر يناهز 74 عاماً.

## التعليم
تعلم في الأكاديمية الفرنسية في روما (1884–1887)، وتعلم في المدرسة الوطنية للفنون الجميلة
.

## جوائز
حصل على جوائز منها:

وسام جوقة الشرف من رتبة فارس